# Thurn und Taxis
Thurn and Taxis — настільна гра, розроблена Карен і Андреасом Зейфартом і видана у 2006 році компанією Hans im Glück та Rio Grande Games. У грі гравці прагнуть створити поштові мережі та відділення в Баварії та навколишніх регіонах, як це робив дім Thurn und Taxis у 16 столітті. Гра отримала престижну нагороду Spiel des Jahres у 2006 році.

## Ігровий процес
Ігрове поле — це карта південної Німеччини та сусідніх частин інших країн, поділена на дев'ять провінцій, більшість з яких об'єднані у п'ять регіонів. На карті показано 22 міста і мережа доріг, що з'єднують їх. Кожен гравець має набір з 20 маркерів (будинків), які потрібно розмістити на містах. Кожне місто може бути позначене одним маркером кожного гравця, і маркери залишаються на місці.
Кожен хід гравці тягнуть одну або кілька карт, що представляють міста, після чого грають одну або кілька карт, формуючи або подовжуючи маршрут через послідовні міста вздовж доріг. Маршрут можна подовжувати з обох кінців, але він не може включати одне й те саме місто двічі. Після досягнення певної довжини маршрут можна завершити і заробити очки. Потім гравець розміщує маркери в деяких містах маршруту, які ще не позначені його маркерами — або вибираючи по одному місту в кожній провінції, через яку проходить маршрут, або вибираючи одну провінцію і позначаючи всі її міста, які знаходяться на маршруті.
Очки нараховуються за довжину маршруту, за позначення всіх міст у різних регіонах, за позначення міста в кожній провінції, а також за завершення маршрутів, довжина яких збільшується з кожним етапом гри. Гра завершується після того, як усі гравці зіграють однакову кількість ходів і принаймні один гравець або закінчить свої маркери, або завершить послідовність маршрутів заданої довжини; перший гравець, який виконає одну з цих умов, також отримує бонусний бал. У більшості випадків кожен наступний гравець отримує менше очок за те саме досягнення; наприклад, перший гравець, який домінує у регіоні Баден, отримує 3 очки, другий — 2, а третій — лише 1.

## Доповнення
До гри Thurn and Taxis вийшло три доповнення. Перше, Der Kurier der Fürstin, було випущено в жовтневому номері журналу Spielbox 2005 року і додало до гри листи та кур'єра.
Друге доповнення — Thurn and Taxis: Power and Glory — насправді є окремою грою, з новими картами регіонів і карет, новим полем та значно зміненими правилами побудови маршрутів.
Третє доповнення All Roads Lead to Rome можна грати лише разом з базовою грою. Воно складається з двох невеликих доповнень: «Аудієнція» і «Почесні посади». Перші два ігрових поля демонструють більш-менш реалістичні зображення південної та північної Німеччини, але розширення Rome не має жодного відношення до географії Італії.

## Оцінки
Ед Грінвуд зазначає: «Thurn and Taxis — це одна з тих рідкісних ігор, яка не має насильства, не займає багато часу, має напрочуд ефективні та прості правила, і може сподобатися як новачкам від 10 років, так і завзятим стратегам набагато старшого віку. Її досить неочевидна тема представлена таким чином, що вона зацікавлює навіть тих, хто не має наукового ступеня з європейської історії».
Редактори Computer Games Magazine присудили Thurn and Taxis нагороду «Найкраща настільна гра 2006 року».